# Muntanyes Blue Ridge
La serralada Blava o muntanyes Blue Ridge (Ridge en anglès vol dir 'cresta', 'elevació muntanyosa'), és una secció dels Apalatxes ubicada a l'est dels Estats Units. La serralada s'estén des de prop de Harpers Ferry, Virgínia occidental, cap al sud-oest a través de Virgínia i Carolina del Nord cap a l'interior de Geòrgia.
Els cims més alts són a les muntanyes Negres de Carolina del Nord, que tenen una mitjana d'elevació que oscil·la entre 600 i 1.200 metres. La panoràmica Arbreda Blue Ridge, establerta el 1936 i administrada pel Servei de Parcs Nacionals es desplega 756 quilòmetres al llarg del cim.